# Valea Doftanei
Valea Doftanei est une commune roumaine du județ de Prahova, dans la région historique de Valachie et dans la région de développement du Sud.

## Géographie
La commune de Valea Doftanei est située dans le nord du județ, à la limite avec le județ de Brașov, le long de la vallée de la Doftana, dans les Monts Baiul (Carpates courbes), à 8 km au nord-est de Comarnic, à 15 km au nord de Câmpina et à 55 km au nord-ouest de Ploiești, le chef-lieu du județ.
La municipalité est composée des deux villages suivants (population en 1992) :
- Teșila (4 356), siège de la commune ;
- Trăiesti (2 711).

## Politique
| Identité                   | Période      | Période      | Durée           |
| Identité                   | Début        | Fin          | Durée           |
| -------------------------- | ------------ | ------------ | --------------- |
| Ion Manea (d),             | 2012         | octobre 2020 | 8 ans           |
| Lucian-Vileford Costea (d) | octobre 2020 | En cours     | 4 ans et 5 mois |

## Démographie
Lors du recensement de 2011, 98,42 % de la population se déclarent roumains (1,36 % ne déclarent pas d'appartenance ethnique et 0,21 % déclarent appartenir à une autre ethnie).
De plus, 98,23 % déclarent être chrétiens orthodoxes (1,36 % ne déclarent pas d'appartenance religieuse et 0,4 % déclarent appartenir à une autre religion).

## Économie
L'économie de la commune repose sur l'agriculture, l'élevage, l'exploitation des immenses forêts, la transformation du bois, le tourisme. Le barrage Paltinu est implanté sur le cours de la Doftana.

## Communications

### Routes
La route régionale DJ102I se dirige vers le județ de Brașov au nord et vers Câmpina au sud tandis que la DJ101S rejoint au sud-ouest Comarnic et la vallée de la Prahova.

## Lieux et monuments
- Lac de retenue du barrage Paltinu.
- Gorges de la Doftana.
- Randonnées vers le Mont Cazacu (1 753 m d'altitude) ou le Mont Gagu Mare (1 660 m d'altitude).
- Festival de folklore de Cascavel.